# 文三俊
文三俊（1585年—1645年），字文瀛，號癡客，福建漳州府鎮海衛籍直隸舒城縣人，明朝政治人物。

## 生平
癸卯福建鄉試第九名舉人，萬曆三十八年（1610年）庚戌科會試四十六名，第三甲第一百七十名進士。戶部觀政，授浙江上虞縣知縣。

## 家族
曾祖文杰，寿官。祖父文運，廪生。父文日新，母陳氏。嗣父文日章，嗣母蔡氏。严侍下。
兄三奇（庠生）；三捷（庠生）；三省；守忠（應襲生），弟開魯（庠生）；三源（庠生）；開覺（庠生）；三畏；三科；三台；三重。
子之騶（庠生）；之鳳；之麟；之鴻；之鵬。